# Luis Fernández (cyclisme)
Pour les articles homonymes, voir Luis Fernández et Fernández.
Fernández  Oliveira est un nom espagnol. Le premier nom de famille, en général paternel, est Fernández ; le second, en général maternel, souvent omis, est Oliveira.
Luis Fernández Oliveira (né le 19 janvier 1980 à O Porriño en Galice) est un coureur cycliste espagnol, professionnel de 2008 à 2010.

## Biographie
Parmi les amateurs, Luis Fernández Oliveira se distingue notamment dans les courses par étapes en remportant le Tour de Galice et le Tour du Goierri en 2004 ainsi que le Tour de La Corogne en 2005. En 2004, il écope d'une amende de 601 euros après un contrôle antidopage positif.
Il commence sa carrière professionnelle en 2006 au sein de l'équipe Phonak, avec qui il participe au Tour d'Espagne, son premier et unique grand tour. En raison de la disparition de Phonak, il signe en deuxième division dans la formation Karpin Galicia en 2007. Cependant, après une seule saison, il change de nouveau de maillot en rejoignant l'équipe continentale portugaise Barbot-Siper, où il termine sa carrière en 2009.

## Palmarès
- 2002
  - Gran Premio Diputación de Pontevedra
- 2003
  - Champion de Galice sur route[4]
- 2004
  - 2e étape de la Bizkaiko Bira (es)
  - Classement général du Tour de Galice
  - Classement général du Tour du Goierri
  - 2e de la Lazkaoko Proba
  - 2e de la Santikutz Klasika
- 2005
  - Classement général du Tour de La Corogne
  - 2e de la Clásica de Pascua

## Résultats sur les grands tours

### Tour d'Espagne
1 participation
- 2006 : 90e

## Classements mondiaux
| Année           | 2005 | 2006 | 2007 | 2008   |
| --------------- | ---- | ---- | ---- | ------ |
| UCI Europe Tour | 758e |      |      | 1 077e |